# Principio de Le Châtelier
El principio de Le Châtelier, postulado en 1884 por Henri-Louis Le Châtelier (1850-1936), químico industrial francés, establece que:

Si se presenta una perturbación externa sobre un sistema en equilibrio, el sistema se ajustará de tal manera que se cancele parcialmente dicha perturbación en la medida que el sistema alcanza una nueva posición de equilibrio.

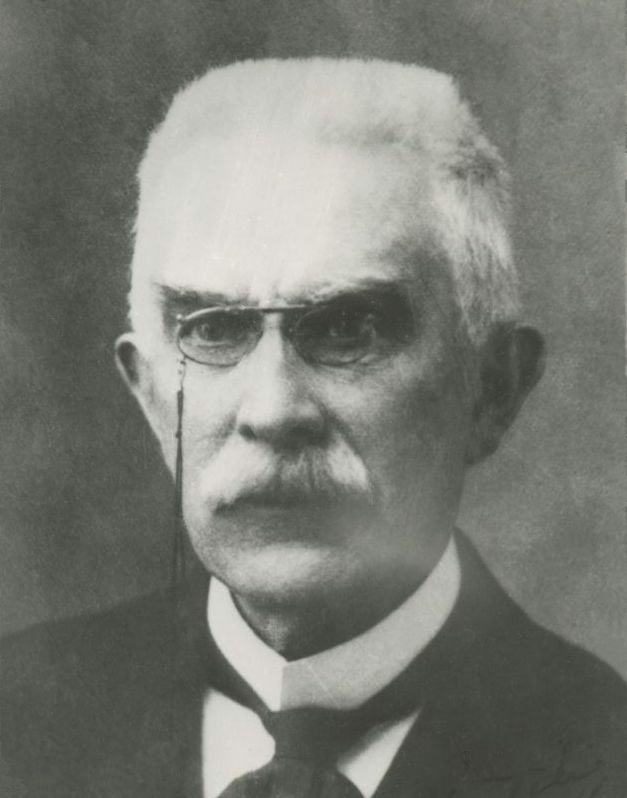
Henri-Louis Le Châtelier

El término “perturbación” significa aquí un cambio de concentración, presión, volumen o temperatura que altera el estado de equilibrio de un sistema. El principio de Le Châtelier se utiliza para valorar los efectos de tales cambios.
Al incrementar la temperatura se favorece el sentido endotérmico de la reacción, sin embargo, al disminuirla, se favorece el sentido exotérmico de esta. Al incrementar la presión (afecta considerablemente más a las reacciones gaseosas que a las reacciones en fase sólida o líquida) el sistema se desplaza a donde hay un menor número de moles, y si disminuimos la presión, a donde hay un mayor número de moles (note que, aumentar el volumen es el equivalente a disminuir la presión y disminuirlo es el equivalente a aumentar dicha presión). Tanto al incrementar la concentración de los reactivos como disminuir la concentración de productos ocasiona que el sistema se desplace hacia los productos, y al disminuir la concentración de los reactivos y aumentar la de los productos trae de consecuencia que el sistema se desplace hacia los reactivos. La acción de un catalizador ocasiona que el equilibrio se alcance con mayor rapidez, pero no que el sistema se desplace ni a reactivos ni a productos, es decir, en sí no afecta al equilibrio.

## Formulación termodinámica[2]
Para poder derivar las relaciones que describen lo postulado por el principio de Le Châtelier se debe considerar el cambio en la energía de Gibbs debida a una perturbación, esto es, la derivada de la energía de Gibbs con respecto al avance de reacción: 
{\displaystyle \left({\frac {\partial G}{\partial \xi }}\right)_{T,p}=\Delta G}   ...(1)
La ecuación expresada en (1) es una función de la temperatura y de la presión, por lo que se puede obtener la diferencial total, como comúnmente se hace en potenciales termodinámicos, se obtiene entonces:
{\displaystyle \mathrm {d} \left({\frac {\partial G}{\partial \xi }}\right)={\frac {\partial }{\partial T}}\left({\frac {\partial G}{\partial \xi }}\right)\mathrm {d} T+{\frac {\partial }{\partial p}}\left({\frac {\partial G}{\partial \xi }}\right)\mathrm {d} p+{\frac {\partial }{\partial \xi }}\left({\frac {\partial G}{\partial \xi }}\right)\mathrm {d} \xi }     ...(2)
Donde el tercer término del lado derecho de la igualdad es la segunda derivada de la energía de Gibbs con respecto al avance de reacción. Entonces:
{\displaystyle \mathrm {d} \left({\frac {\partial G}{\partial \xi }}\right)={\frac {\partial \Delta G}{\partial T}}\,\mathrm {d} T+{\frac {\partial \Delta G}{\partial p}}\,\mathrm {d} p+G''\mathrm {d} \xi }     ...(3)
El primer y segundo término del lado derecho de la ecuación están dadas por las relaciones termodinámicas fundamentales siguientes:
{\displaystyle -\Delta S=\left({\frac {\partial \Delta G}{\partial T}}\right)}                    y                    {\displaystyle \Delta V=\left({\frac {\partial \Delta G}{\partial p}}\right)}
Al considerar que las perturbaciones, de temperatura y/o presión, se dan sobre el sistema químico mientras esta en equilibrio, {\textstyle {\frac {\partial G}{\partial \xi }}=0}, se satisfacen las siguientes relaciones:
{\displaystyle \mathrm {d} \left({\frac {\partial G}{\partial \xi }}\right)=0}                    y                    {\displaystyle \Delta S={\frac {\Delta H}{T}}}
Por lo que la ecuación (3) se convierte en:
{\displaystyle -\left({\frac {\Delta H}{T}}\right)(\mathrm {d} T)_{\rm {eq}}+\Delta V(\mathrm {d} p)_{\rm {eq}}+G''_{\rm {eq}}(\mathrm {d} \xi )_{\rm {eq}}=0}     ...(4)
Que es la ecuación termodinámica del principio de Le Châtelier. (4) es la ecuación general que toma en cuenta cambios, tanto en temperatura como presión. De igual manera, se puede derivar como se hizo a través de (1) a (4)  la ecuación que tome en cuenta cambios en la cantidad de materia; sea esto, cambios de concentraciones de reactivos y/o productos, pues {\displaystyle \Delta G} es, de igual forma y como se consideró en el argumento entre (1) y (2), función de n.
Para poder visualizar precisamente los efectos que tienen cambios específicos, se hacen las consideraciones expuestas a continuación.

### Variaciones de ΔH(efecto del cambio de temperatura)
A presión constante, {\displaystyle \mathrm {d} P=0}:
{\displaystyle \left({\frac {\partial \xi _{\rm {eq}}}{\partial T}}\right)_{p}={\frac {\Delta H}{TG''_{\rm {eq}}}}}     ...(5)

### Variaciones en el volumen (efecto de la presión)
A temperatura constante, {\displaystyle \mathrm {d} T=0}:
{\displaystyle \left({\frac {\partial \xi _{\rm {eq}}}{\partial p}}\right)_{T}=-{\frac {\Delta V}{G''_{\rm {eq}}}}}     ...(6)